# Rabosée (Namen)
Rabosée is een gehucht in de Belgische provincie Namen. Het ligt in Baillonville, een deelgemeente van Somme-Leuze. Rabosée ligt een kilometer ten zuiden van het dorpscentrum van Baillonville.

## Geschiedenis
Op de Ferrariskaart uit de jaren 1770 staat de plaats weergegeven als het plaatsje Rabozée, net ten zuiden van Baillonville. Op het eind van het ancien régime werd Rabosée een gemeente, maar deze werd in 1806 al opgeheven en aangehecht bij Baillonville.

## Verkeer en vervoer
Ten oosten van Rabosée loopt de N63/E46 tussen Luik en Marche-en-Famenne.
Deelgemeenten: Baillonville · Bonsin · Heure-en-Famenne · Hogne · Nettinne · Noiseux · Sinsin · Somme-Leuze · Waillet

Overige dorpen: Chardeneux · Fourneau · Mehogne · Moressée · Rabosée · Sinsin-Grande · Sinsin-Petite · Somal

Belgische gemeenten · arrondissement Dinant · provincie Namen · Wallonië